# 施普拉肯塞尔
施普拉肯塞尔是德国下萨克森州的一个市镇。总面积83.82平方公里，总人口1295人，其中男性653人，女性642人（2011年12月31日），人口密度15人/平方公里。